# Thorsten Schmidt (Regisseur)
Thorsten Schmidt (* 1969 in Herrenberg) ist ein deutscher Filmregisseur. Sein Kurzspielfilm Rochade wurde 1998 mit dem Student Academy Award ausgezeichnet. Bei den Biberacher Filmfestspielen 1999 wurde sein Film Schnee in der Neujahrsnacht mit dem Preis der C.I.C.A.E. prämiert.

## Filmografie (Auswahl)
- 1995: Das Leben danach – Himmlische Aussichten
- 1997: Rochade
- 1999: Schnee in der Neujahrsnacht
- 2001: Ein Yeti zum Verlieben
- 2002: Eine Hochzeit auf kubanisch
- 2004: Ein Fall für den Fuchs
- 2006: Himmel über Australien
- 2007: Partnertausch
- 2007: Deadline – Jede Sekunde zählt
- 2010: Polizeiruf 110: Risiko
- 2012: Polizeiruf 110: Bullenklatschen
- 2013: Arnes Nachlass
- 2015: Ein starkes Team: Stirb einsam!
- 2016: Schweigeminute
- 2017: Ein starkes Team: Gestorben wird immer
- 2018: Scheidung für Anfänger
- 2019: Auf dem Grund
- 2021: Das Weiße Haus am Rhein
- 2023: Erzgebirgskrimi – Familienband
- 2024: Dr. Nice